# Якутяни
Якутя́ни (ленські селяни, ленські старожили) — етнографічна група росіян. Нащадки перших російських поселенців у Сибіру, які проникли туди у XVIII столітті і змішалися з якутами.

## Походження
Початком формування якутян є 70-ті роки XVIII століття, коли нечисленні групи російських селян і ямщиків (переселенці з Іліма й Іркутська, які, в свою чергу, були нащадками переселенців з Європейської Півночі і Північного Приуралля) стали селитися по берегах Лени в її верхній та середній течії. Змішавшись із місцевим населенням (вже на початку XIX століття будучи «більш якутами (за материнською лінією), ніж росіянами (за батьківською)»), росіяни (селяни Якутського і Олекминського округів) поступово втратили свої звичаї і перейняли культуру якутів, а в кінці XIX століття половина з них навіть не розмовляла російською. У XX столітті значний приплив російського населення значно знизив частку якутського компонента в субетносі. Як правило росіяни селилися посмугово з якутами в т. зв. ямщицьких селах.
Ленські селяни також взяли участь у формуванні інших груп росіян північного сходу Сибіру. Від XVIII століття відомі групи росіян вторинного заселення — анадирці, гижигинці, камчадали. У XIX столітті серед росіян Якутії виділялися усть-оленецькі, усть-янські, верхоянські, руськоустінські (індігірці, руськоустінці), усть-єлонські і колимські жителі. З них усть-янські і усть-оленецькі асимільовані якутами й евенками, а руськоустінці і колимчани утворили відокремлені групи росіян, зберегли свою мову і культуру.

## Сучасне становище
Нині якутяни (сільське населення в районі Якутська, Олекминського і Хангаласького улусів республіки Саха (Якутія)) майже асимільовані російськими переселенцями у XX столітті, якутську мову знають багато представників якутян, при цьому рідною мовою вважають не тільки російську, в повсякденному побуті іноді використовують змішану мову і деякі особливості говірок північноросійського наріччя. Значних відмінностей від інших груп росіян немає. Самосвідомість переважно російська, частина вважає себе нащадками козаків Якутського козачого полку. Росіяни в Якутії нащадків ленських селян називають сахалярами (сахалар — множ. від «саха» — самоназви якутів), останнім часом сахалярами називають також будь-яких інших нащадків змішаних шлюбів якутів з росіянами, українцями тощо. Етнохоронім якутяни зараз позначає виключно або всіх жителів республіки Якутія, або жителів міста Якутська, незалежно від етнічної приналежності, втративши своє вузьке первісне значення. У всіх місцевих якутських ЗМІ «житель Якутії» еквівалентний «якутянину».

## Перепис 2002 року
Постановою Держкомстату Росії від 02.09.2002 р. № 171 в алфавітний перелік національностей і мов Росії, складений Інститутом Етнології РАН РФ, включено якутян і ленських старожилів. Якутянами під час перепису себе назвали 46 осіб, ленськими старожилами — 3 особи.